# Caborca
Caborca è una municipalità dello stato di Sonora, nel Messico settentrionale, il cui capoluogo è la località di Heroica Caborca.
La municipalità conta 85 631 abitanti (2010) e ha un'estensione di 10 737,35 km².
Il nome della località significa faccia rivolta verso il basso.